# أكاديمية فلسطين للعلوم الأمنية
(الأكاديمية الأمنية) أكاديمية فلسطين للعلوم الأمنية - غزة Palestine Academy for Security Sciences مؤسسة فلسطينية للتعليم العالي تسعى لتطوير التعليم والتدريب في المجال الأمني والعلوم ذات العلاقة والرقي بالكادر الشرطي والأمني للمجتمع الفلسطيني، تأسست سنة (2008)، ثم ما لبثت أن حصلت على الاعتماد العام من وزراة التربية والتعليم العالي في عام (2009) تحت اسم أكاديمية فلسطين للعلوم الأمنية

## نشأة الأكاديمية وتطورها
نبتت فكرة الأكاديمية وترعرعت في قلوب نخبة من أبناء فلسطين الذين آلمهم الدور المؤسف للعديد من رجالات الأمن في أجهزة السلطة الوطنية الفلسطينية منذ تأسيسها سنة (1994) حيث ظهر ضعف بعضهم في الجانب المهني مما أوقعه في العديد من الأخطاء والتجاوزات التي انعكست بالسلب على صورة رجل أمن السلطة كما ظهر ضعف الانتماء والوازع الديني والقيمي لدى عدد غير بسيط منهم مما دفعه لتوظيف موقعه وسلطته للتسلط على رقاب الناس سعياً نحو سلطان أجوف أو ثروة زائلة أو دفعه لامتهان نفسه وبيعها لغيره بحيث أصبح أداة رخيصة وظفها أصحاب المصالح الخاصة في قمع الناس وسفك دمائهم إضافة لما سبق فقد آلم هذه النخبة الصالحة عبث الاحتلال بأمن المواطن الفلسطيني ومحاولاته الجادة لإسقاطه في وحل العمالة لتحييده عن ساحة الصراع مع الاحتلال ولتوظيفه كأداة مسخرة للاحتلال في ضرب المقاومة وتدمير المجتمع الفلسطيني بشتى الوسائل ومختلف الطرق.
ومن هنا فقد تداعت هذه النخبة لإنشاء مؤسسة تتبع لوزارة التعليم العالي وتكون حاضنة لكل الحريصين على الوضع الفلسطينيين الداخلي تبذل جهودها في خدمة أجهزة أمن السلطة الوطنية وكذلك باقي مؤسسات المجتمع الفلسطيني وشرائحه فكونت هذه النخبة هيئة تأسيسية من ذوي الاختصاص والاهتمام بفكرة الأكاديمية حيث بدأت هذه الهيئة عملها مع بداية شهر (يوليو 2008م) متوكلة على الله تعالى ومستفيدة من جهود طيبة لإخوة سبقوها وجمعوا من المواد التعليمية من المؤسسات العربية والدولية خلال عامين ما يصلح أن يكون أساسا يدور حوله التفكير وتتبلور من خلاله الرؤى وقد وضعت هيئة التأسيس أمام ناظريها طموحاً بأن يكون لديها بعد أربعة شهور طلبة على مقاعد الدراسة وهو أمر سيستغربه كل من يقرأه ولكنه واقع الفلسطينيين في غزة الذين يتحركون مستشعرين قول حبيبهم محمد صلى الله عليه وسلم لصاحبه الصديق وهما في الغار «لا تحزن إن الله معنا».
وبدأ التحرك من خلال لقاءات دورية متقاربة لهيئة التأسيس وتحرك جاد من الطاقم الميداني حيث تم العديد من اللقاءات وورش العمل مع قادة الأجهزة الأمنية وبخاصة خريجي الكليات ذات العلاقة المباشرة بمجال اهتمام الأكاديمية.
تمكنت هيئة التأسيس خلال شهر ونصف من العمل المتواصل لطواقمها المتفاهمة من استكمال ملفها وتضمينه رسالة من معالي وزير الداخلية وقتها الشهيد أ. سعيد صيام تؤكد عدم ممانعة وزارة الداخلية إنشاء أكاديمية تعمل في مجال العلوم الأمنية والعلوم ذات العلاقة، وحمله إلى السيد معالي وزير التربية والتعليم العالي أ. د. محمد عسقول والذي سرته الفكرة الطموحة فحمل ملفها إلى مجلس الوزراء الفلسطيني والذي -انطلاقاً من إيمانه بحيوية الفكرة وأهميتها- تكرم مشكوراً بالموافقة على منحها الترخيص في جلسته رقم (76) المنعقدة بتاريخ 26/08/2008م على أن تستكمل الإجراءات القانونية من خلال الجهات المختصة وبعدها تكرم كل من معالي وزير الداخلية ومعالي وزير التربية والتعليم بمخاطبة الهيئة التأسيسية بخطاب يؤكد على قرار مجلس الوزراء سالف الذكر وهو ما حدا بهيئة التأسيس للتحرك في ثلاثة اتجاهات أولها استكمال مجلس أمناء للأكاديمية وقد تكرم معالي وزير الداخلية وقتها الشهيد الأستاذ سعيد صيام بترؤس المجلس رغم كثرة مشاغله وأعبائه والاتجاه الثاني توفير المكان اللائق بإدارة الأكاديمية وطلابها حيث تم استئجار مبنى تابع لجمعية إبداع للتنمية والثقافة والتطوير بحي النصر كما تم تجهيزه بشكل كامل أما الاتجاه الثالث ففتح باب التسجيل لطلابها حيث تم الإعلان من خلال فضائية الأقصى والعديد من الإذاعات المحلية عن فتح باب التسجيل لاستقبال الطلاب لبرنامج الدبلوم المتوسط في العلوم الأمنية محددة الحد الأقصى للدفعة الأولى بمائة وعشرة طلاب فقط وحرصاً على جودة مخرجاتها فقد اشترطت الأكاديمية ألا يقل معدل الراغب في الالتحاق بها عن 75% في الثانوية العامة مع تخفيض 5% لمنتسبي أجهزة أمن السلطة الوطنية الفلسطينية أو أن يكون حاصلاً على دبلوم بتقدير جيد على الأقل أو بكالوريوس علماً بأنها فتحت باب الانتساب لها بعد أن انتظمت الدراسة في جامعات غزة وعلى الرغم من ذلك كله فقد توافدت أعداداً كبيرة من الطلبة للالتحاق بها تجاوزت طاقتها الاستيعابية ناهيك عمن لم تنطبق عليهم شروط الالتحاق بسبب ارتفاع مفتاح التنسيق فيها وفعلاً استطاع مجلس الأمناء رغم حداثة تشكيله ومن خلال مجلس إدارة الأكاديمية أن يسير أمورها بشكل فوق المتوقع وأن يستكمل تجهيزاتها كبنية تحتية وأنظمتها الإدارية وعقود موظفيها والوصف الوظيفي لكل منهم بما يكفل تكاملاً وتنسيقاً بين مهام جميع موظفي الأكاديمية، وإلى هنا أصبح الحلم واقعاً على الأرض يسعى لاستكمال أوراقه الرسمية.

## استهداف الأكاديمية وقصف مقرها
مع اندلاع العدوان الصهيوني الغاشم على قطاع غزة (حرب الفرقان-الرصاص المصبوب-) في نهاية عام 2008 وبداية عام 2009، وفي يوم الاثنين الموافق 29/12/2009م تم استهداف مبنى الأكاديمية من قبل طائرة حربية صهيونية بصاروخي F16 (اف16) ليلحق بها أضراراً بالغة تزيد على 50% ، وقد تم استهدافها مرة أخرى بصاروخين آخرين ليكتمل تدمير المبنى بشكل كامل.
تولد عزم جديد لدى مجلس الأمناء وإدارة الأكاديمية على ضرورة مواصلة المشوار وتقديم أفضل الخدمات للمجتمع الفلسطيني فكان أولى أولويات مجلس الإدارة استمرار الدراسة ثم البحث عن مكان بديل وإنجاز التراخيص اللازمة والحصول على قطعة أرض للأكاديمية وفعلاً تمكنت الأكاديمية من الحفاظ على استمرارية دوام طلابها حيث تكرمت وزارة التربية والتعليم العالي بمنحها مكاناً مؤقتاً للتعليم واستطاعت استكمال العملية التعليمية لثلاثة أسابيع تالية.

## المقر الحالي (الحرم الجامعي)
استأجرت الأكاديمية مقرها الجديد في شارع الجوازات مقابل مركز توزيع الشئون الاجتماعية وعملت على ترميمه وتجهيزه وتهيئته لاستقبال طلابها حيث تمكنت من إنجاز ذلك كله خلال شهر من تاريخ الإيجار لينتقل الطلاب إليه بتاريخ 2/5/2009م.
يقع مقر الأكاديمية الرئيسي في مدينة غزة حي الرمال، بشارع الجوازات مقابل مخازن الشئون الاجتماعية، كما يتم العمل في مقر آخر بمدينة خانيونس على مساحة 15 دونما ليصبح المقر الدائم مستقبلا.

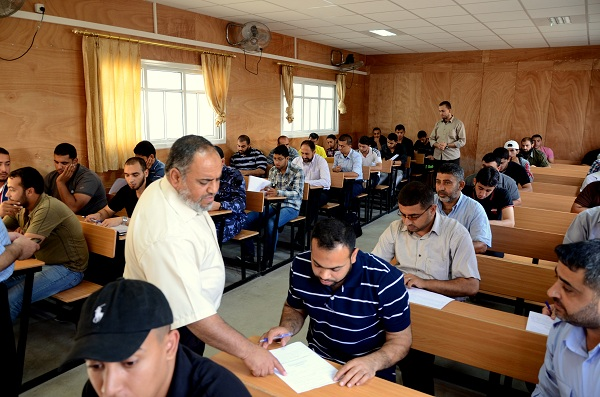
الامتحانات في الاكاديمية

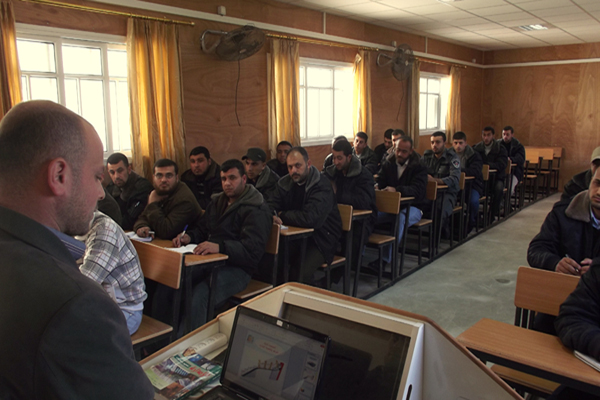
محاضرات الأكاديمية

## المقر الدائم للأكاديمية
حملت الأكاديمية ملفها والتراخيص التي حصلت عليها حتى حينه وتوجهت إلى السادة سلطة الأراضي وتقدمت لهم بطلب لتخصيص قطعة أرض لها لإقامة مقرها الدائم حيث صدر قرار سلطة الأراضي بتخصيص خمسة عشر دونما (15 دونما) لصالح الأكاديمية ليتم بعدها توقيع عقد التخصيص مع سلطة الأراضي، أما التراخيص اللازمة.

## الاعتماد العام من وزارة التربية والتعليم العالي
تم اعتماد برامج الأكاديمية التعليمية بعد التواصل الدؤوب مع السادة مديرية التربية والتعليم العالي واستكمال الشروط القانونية التي حددتها الوزارة، وقد حصلت الأكاديمية على ما يعرف بالترخيص المبدئي وهو أهم التراخيص المطلوبة والممهدة لباقي التراخيص حيث صدر به قرار من معالي وزير التربية والتعليم العالي بتاريخ (12/05/2009م) كما حصلت الأكاديمية بتاريخ (01/06/2009م) الاعتماد العام وتم استكمال باقي الإجراءات القانونية وفقاً للمعتمد في وزارة التربية والتعليم العالي لترخيص البرامج التعليمية والتي تلامس وبشكل مباشر حاجات المجتمع الفلسطيني حيث أنجزت الأكاديمية حتى اليوم خمسة من هذه البرامج وتعكف الآن على تجهيز ثلاثة برامج جديدة للتقدم بها إلى هيئة الاعتماد والجودة لاعتمادها خلال الفترة القادمة.

## الجانب التقني
حرصاً على التواصل مع جميع الجهات ذات العلاقة بالأكاديمية فقد حرصت على تجهيز موقعها على شبكة الإنترنت ليعطي فكرة عن الأكاديمية وأنشطتها وبرامجها التعليمية، وبرامج التعليم المستمر وليسهل على الطلاب الالتحاق بالأكاديمية أو الدورات التدريبية المعلنة فيها وكذلك تسجيل الساعات الدراسية، وخدمات أخرى للطلبة والهيئة التدريسية والموظفين.

## برنامج البكالوريوس (4 سنوات)
- العلوم القانونية والأمنية

## برامج الدبلوم المتوسط (سنتان)

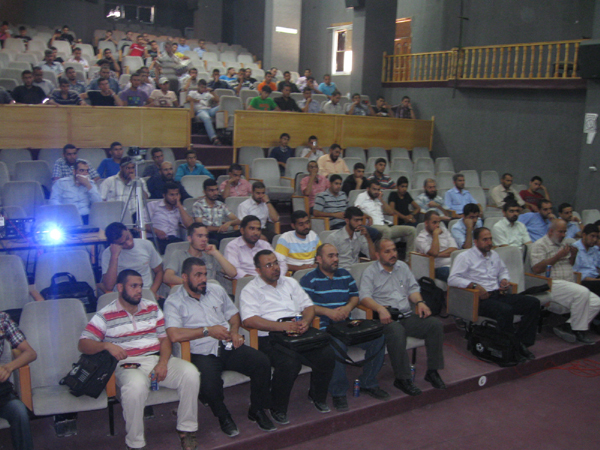
لقاء تعريفي للطلبة الجدد للفصل الأول

- العلوم الأمنية
- الإدارة والريادة
- اتمتتة المكاتب والسكرتاريا
- العلوم السياسية والاستراتيجية

## روابط ذات علاقة
- الموقع الرسمي لأكاديمية فلسطين للعلوم الأمنية - غزة
- صفحة الأكاديمية على فيسبوك
- الموقع الرسمي لوزارة التربية والتعليم العالي - غزة
- الموقع الرسمي لوزارة الداخلية - غزة